# Kabbala, Channagiri
Kabbala là một làng thuộc tehsil Channagiri, huyện Davanagere, bang Karnataka, Ấn Độ.